# Epiphora magdalena
Epiphora magdalena är en fjärilsart som beskrevs av Karl Grünberg 1909. Epiphora magdalena ingår i släktet Epiphora och familjen påfågelsspinnare. Inga underarter finns listade i Catalogue of Life.